# Similipepsis
Similipepsis is een geslacht van vlinders uit de familie wespvlinders (Sesiidae), onderfamilie Tinthiinae.
Similipepsis is voor het eerst wetenschappelijk beschreven door Le Cerf in 1911. De typesoort is Similipepsis violaceus.

## Soorten
Similipepsis omvat de volgende soorten:
- Similipepsis aurea Gaede, 1929
- Similipepsis bicingulata Gorbunov & Arita, 1995
- Similipepsis ekisi Wang, 1984
- Similipepsis eumenidiformis Bartsch, 2008
- Similipepsis helicella Kallies & Arita, 2001
- Similipepsis lasiocera Hampson, 1919
- Similipepsis maromizaensis Bartsch, 2008
- Similipepsis osuni Bakowski & Kallies, 2008
- Similipepsis taiwanensis (Arita & Gorbunov, 2001)
- Similipepsis takizawai Arita & Špatenka, 1989
- Similipepsis typica (Strand, 1913)
- Similipepsis violacea Le Cerf, 1911
- Similipepsis yunnanensis Špatenka & Arita, 1992